# Lista de deputados estaduais do Maranhão da 17.ª legislatura
Essa é uma lista de deputados estaduais do Maranhão eleitos para o período 2011-2015.

## Composição das bancadas
| Partido | Líder                 | Bancada | Posição  |
| ------- | --------------------- | ------- | -------- |
| PMDB    | Ricardo Murad         | 6 / 42  | Governo  |
| DEM     | Max Barros            | 5 / 42  | Governo  |
| PV      | Edilázio Júnior       | 5 / 42  | Governo  |
| PDT     | Valéria Macedo        | 4 / 42  | Oposição |
| PSDB    | Gardênia Castelo      | 3 / 42  | Oposição |
| PSB     | Cleide Coutinho       | 3 / 42  | Oposição |
| PT      | Francisca Primo       | 3 / 42  | Governo  |
| PP      | Hélio Soares          | 2 / 42  | Governo  |
| PMN     | Rogério Cafeteira     | 2 / 42  | Governo  |
| PSL     | Edson Araújo          | 1 / 42  | Governo  |
| PTB     | Manoel Ribeiro        | 1 / 42  | Governo  |
| PPS     | Eliziane Gama         | 1 / 42  | Oposição |
| PHS     | Carlinhos Florêncio   | 1 / 42  | Governo  |
| PCdoB   | Rubens Pereira Júnior | 1 / 42  | Oposição |
| PRB     | Marcos Caldas         | 1 / 42  | Governo  |
| PR      | Jota Pinto            | 1 / 42  | Governo  |
| PSC     | Léo Cunha             | 1 / 42  | Governo  |
| PTdoB   | Alexandre Almeida     | 1 / 42  | Governo  |

## Deputados estaduais
No Maranhão foram eleitos quarenta e dois (42) deputados estaduais.
| Número | Deputados estaduais eleitos | Partido | Votação | Percentual | Cidade onde nasceu       | Unidade federativa |
| 15333  | Ricardo Murad               | PMDB    | 76.265  | 2,51%      | São Luís                 | Maranhão           |
| 25678  | Raimundo Cutrim             | DEM     | 73.186  | 2,40%      | São João Batista         | Maranhão           |
| 25800  | Max Barros                  | DEM     | 64.969  | 2,13%      | São Luís                 | Maranhão           |
| 15015  | Vianey Bringel              | PMDB    | 61.769  | 2,03%      | Uruburetama              | Ceará              |
| 45555  | Gardênia Castelo            | PSDB    | 60.851  | 2,00%      | São Luís                 | Maranhão           |
| 43333  | Edilázio Júnior             | PV      | 58.191  | 1,91%      | São Luís                 | Maranhão           |
| 43456  | Victor Mendes               | PV      | 52.842  | 1,74%      | Pinheiro                 | Maranhão           |
| 25802  | César Pires                 | DEM     | 52.450  | 1,72%      | Codó                     | Maranhão           |
| 40888  | Cleide Coutinho             | PSB     | 49.159  | 1,61%      | Maruim                   | Sergipe            |
| 17888  | Edson Araújo                | PSL     | 47.914  | 1,57%      | Recife                   | Pernambuco         |
| 43200  | Rigo Teles                  | PV      | 46.598  | 1,53%      | São Domingos do Maranhão | Maranhão           |
| 45678  | Neto Evangelista            | PSDB    | 46.269  | 1,52%      | São Luís                 | Maranhão           |
| 15789  | Roberto Costa               | PMDB    | 45.257  | 1,49%      | Recife                   | Pernambuco         |
| 15215  | Stênio Rezende              | PMDB    | 43.964  | 1,44%      | Vitorino Freire          | Maranhão           |
| 15369  | Afonso Manoel               | PMDB    | 43.316  | 1,42%      | São Luís                 | Maranhão           |
| 11111  | Hélio Soares                | PP      | 41.673  | 1,37%      | Turiaçu                  | Maranhão           |
| 40212  | Luciano Leitoa              | PSB     | 40.739  | 1,34%      | Parnaíba                 | Piauí              |
| 40123  | Marcelo Tavares             | PSB     | 40.439  | 1,33%      | São Luís                 | Maranhão           |
| 15222  | Arnaldo Melo                | PMDB    | 39.624  | 1,30%      | Codó                     | Maranhão           |
| 14266  | Manoel Ribeiro              | PTB     | 38.946  | 1,28%      | São Luís                 | Maranhão           |
| 43000  | Hemetério Weba              | PV      | 38.375  | 1,26%      | Santa Helena             | Maranhão           |
| 23000  | Eliziane Gama               | PPS     | 37.067  | 1,22%      | Monção                   | Maranhão           |
| 43123  | Carlos Filho                | PV      | 36.857  | 1,21%      | Brejo                    | Maranhão           |
| 25333  | Antônio Pereira             | DEM     | 36.303  | 1,19%      | Teixeira                 | Paraíba            |
| 25113  | Tatá Milhomem               | DEM     | 35.741  | 1,17%      | Presidente Dutra         | Maranhão           |
| 31111  | Carlinhos Florêncio         | PHS     | 33.493  | 1,10%      | Bacabal                  | Maranhão           |
| 12222  | Valéria Macedo              | PDT     | 33.362  | 1,10%      | Goiânia                  | Goiás              |
| 45000  | André Fufuca                | PSDB    | 32.628  | 1,07%      | Santa Inês               | Maranhão           |
| 65065  | Rubens Pereira Júnior       | PCdoB   | 30.301  | 1,00%      | São Luís                 | Maranhão           |
| 13888  | Francisca Primo             | PT      | 30.192  | 0,99%      | Presidente Dutra         | Maranhão           |
| 12580  | Camilo Figueiredo           | PDT     | 30.073  | 0,99%      | Codó                     | Maranhão           |
| 12121  | Graça Paz                   | PDT     | 29.380  | 0,97%      | Guimarães                | Maranhão           |
| 33789  | Rogério Cafeteira           | PMN     | 29.244  | 0,96%      | São Luís                 | Maranhão           |
| 10000  | Marcos Caldas               | PRB     | 27.508  | 0,90%      | Brejo                    | Maranhão           |
| 12123  | Carlinhos Amorim            | PDT     | 27.458  | 0,90%      | Imperatriz               | Maranhão           |
| 13222  | Zé Carlos                   | PT      | 27.232  | 0,89%      | São Luís                 | Maranhão           |
| 33123  | Eduardo Braide              | PMN     | 26.792  | 0,88%      | São Luís                 | Maranhão           |
| 13100  | Bira                        | PT      | 23.054  | 0,76%      | Pindaré-Mirim            | Maranhão           |
| 22123  | Jota Pinto                  | PR      | 22.548  | 0,74%      | São João Batista         | Maranhão           |
| 20020  | Léo Cunha                   | PSC     | 21.956  | 0,72%      | Imperatriz               | Maranhão           |
| 11110  | Dr. Pádua                   | PP      | 19.809  | 0,65%      | Nova Xavantina           | Mato Grosso        |
| 70212  | Alexandre Almeida           | PTdoB   | 18.344  | 0,60%      | Brasília                 | Distrito Federal   |